# Köping
Köping est une ville de Suède, chef-lieu de la commune de Köping dans le comté de Västmanland. Elle compte 17 358 habitants.